# Сторожинецький повіт
Сторожине́цький повіт  (нім. Bezirk Storozynetz) — адміністративна одиниця у складі Герцогства Буковина (1849-1918). Адміністративний центр — місто Сторожинець.

## Розташування
Сторожинецький повіт розташовувався в центрі Герцогства Буковина. На півночі межував з Вашківецьким повітом, на сході — Чернівецьким і Серетським, на півдні — Радівецьким, на заході —  Вижницьким.

## За часів Австро-Угорщини
У 1849 Буковинський округ було відокремлено від Королівства Галичини та Володимирії зі статусом коронного краю — Герцогство Буковина.

Після адміністративної реформи 1850 року з чотирьох повітів та окремого околу було утворено 15 повітів, зокрема й Сторожинецький  (шляхом відокремлення східних околів Вижницький повіту Буковинського округу).

В результаті адміністративної реформи 1865-1867 Сторожинецький повіт зберіг свій статус, і з розширеною територією залишався одним з 11 повітів герцогства.

Станом на 1868 рік Вижницький повіт складався з населених пунктів судових повітів Станівці (налічував 33 811 жителів, 7,53 миль) та Сторожинець (36 577 жителів, 16,8 миль). Однак 1 жовтня 1903 року судовий повіт Станівці був переданий у новоутворений Вашківецький повіт.

У Сторожинецькому повіті в 1869 році проживало 54 344 особи, до 1900 року чисельність населення зросла до 80 100 осіб. Серед населення в 1900 р. було 31 308 русинів-українців (39,1 %), 15 219 осіб розмовляли німецькою (19 %), 28 030 румунською (35 %) та 2 435 іншою мовою (3 %). Повіт у 1900 р. займав площу 1152,31 км², включав два судові округи з 38 гмінами (самоврядними громадами) та 31 фільварок.

Повіт за переписом 1910 року налічував 29 населені пункти, об'єднані у 27 гмін (самоврядних громад) та в один судовий повіт. Площа повіту становила 962 км², проживали 69 288 осіб. За віросповіданням: 9 058 римо-католиків, 1 948 греко-католиків, 6 вірмено-католиків, 48 999 православних, 676 лютеранів, 38 липованів і 8 558 юдеїв. За національністю: 13 819 німців, 17 чехів-моравців-словаків, 3 997 поляків, 17 845 українців, 33 469 румунів, 141 чужоземець. Щодо чисельності румунського населення 1910 року історики зауважили його завищення румунською владою внаслідок «значної фальсифікації перепису 1910 року».
| Рік  | Жителі | Німецькомовні | Україномовні | Румунськомовні | Інші мови |
| ---- | ------ | ------------- | ------------ | -------------- | --------- |
| 1869 | 54.344 |               |              |                |           |
| 1880 | 61.344 | 7.682         | 22.919       | 29.388         | 1.262     |
| 1890 | 70.641 | 11.291        | 26.584       | 30.670         | 2.028     |
| 1900 | 80.100 | 15.219        | 31.308       | 28.030         | 2.435     |
| 1910 | 69.288 | 13.819        | 17.845       | 33.469         | 4.155     |

## Самоврядні громади на 1910 рік[7]
Судовий повіт Сторожинець
- Сторожинець
- Бобівці
- Бросківці Нові
- Бросківці Старі
- Жадова
- Йорданешти
- Карапчів над Серетом
- Комарівці
- Комарівці Слобода
- Панка
- Просикуряни
- Ропча
- Сучевени

Судовий повіт Чудин
- Чудей
- Банилів над Серетом
- Буденіц
- Давидени
- Іджешти
- Корчівці
- Красна Ільскі
- Красна Путна
- Красношора Нова
- Красношора Стара
- Купка
- Петрівці над Серетом
- Чіреш

## Перша світова війна
Під час Першої світової війни територія повіту неодноразово займалася російськими військами. Протягом цього часу повітом керував призначений окупаційною владою намісник («начальник уезда»).

## Після падіння Австро-Угорщини

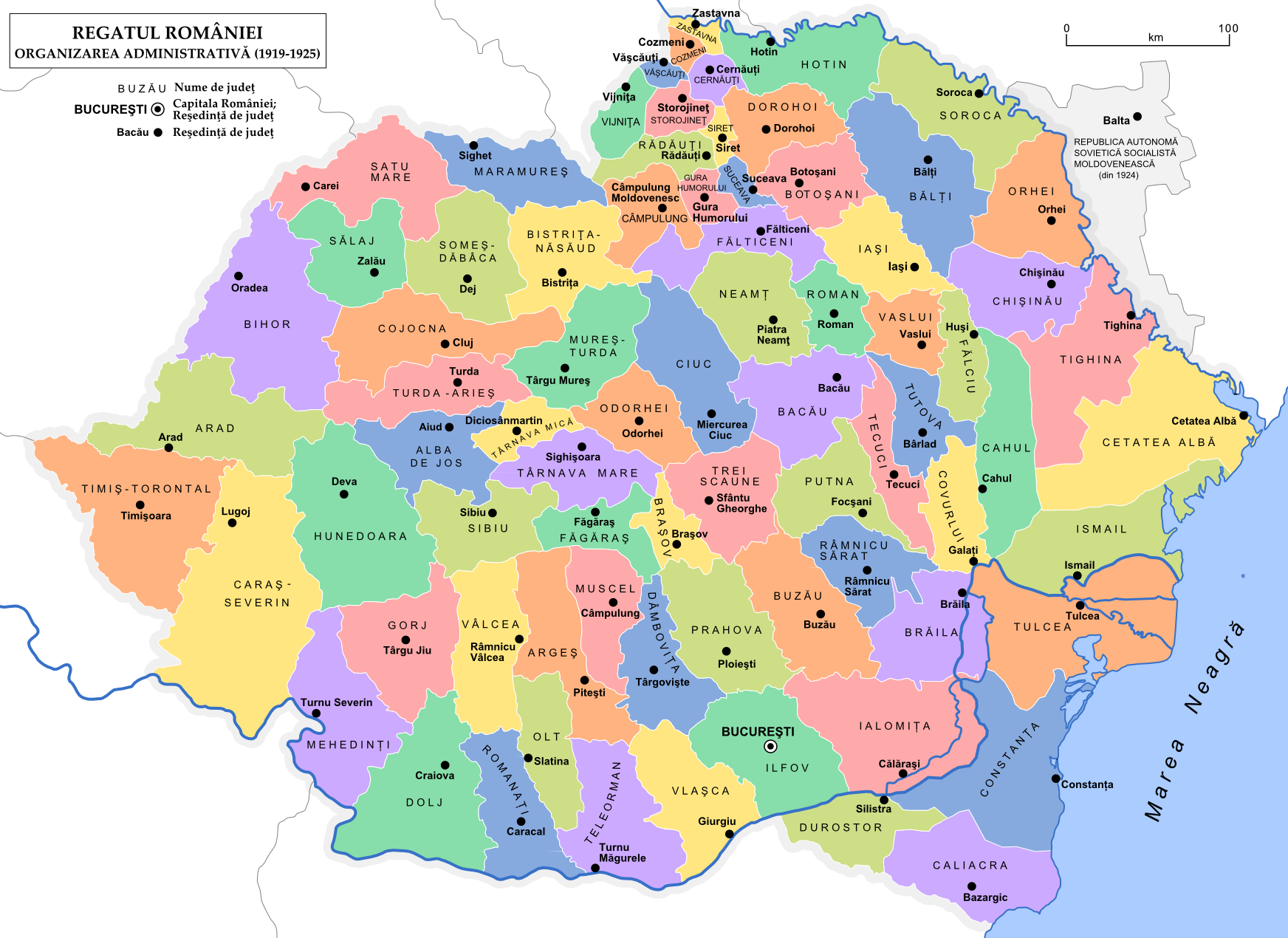
Адміністративно-територіальний поділ Королівства Румунія (1919-1925)

3 листопада 1918 року у Чернівцях відбулось, організоване Українським Крайовим Комітетом Буковини, велелюдне (понад 10 тисяч учасників) Буковинське віче, що ухвалило рішення про возз'єднання Північної Буковини із ЗУНР та подальшу злуку з УНР у соборну Україну.

6 листопада 1918-го року останній Буковинський крайовий президент граф Йозеф фон Ездорф офіційно передав владу у повітах де переважна більшість мешканців становили русини (зокрема Сторожинецькому) представнику УНРади Омеляну Поповичу.

Передбачалося збереження Сторожинецького повіту у складі утвореного Чернівецького округу ЗУНР.

Однак Румунське королівство, спираючись на шовіністичні кола серед лідерів місцевої румунської громади, скориставшись відведенням українських військових частин на польський фронт, розпочала військову операцію, підсумком якої стала анексія всієї території краю.

З 1919 року Сторожинецький повіт (як й інші повіти) було реорганізовано в жудець, який  до 1925 року зберігався у тих самих межах.

Відповідно до закону від 14 червня 1925 р., жудець Сторожинець був розширений за рахунок ліквідованих жудеців жудеця Вашківці (повністю) та жудецю Вижниця (частково).